# Лаоски језик
Лаоски језик, или језик лао (ພາສາລາວ), језик је из групе таи-кадаи језика. Говори га преко 5 милиона људи у Лаосу и у околним земљама. То је језик највеће етничке групе Лаоса и има пет најзначајнијих дијалеката, и званични је језик државе. 
Са лингвистичке тачке гледишта, лао је у директној вези са тајландским језиком исан који се говори у севористочном делу Тајланда (из тог разлога се овај језик назива „североисточни тајландски"), и представља једну подгрупу тајландских језика која се назива „лао-путаи“. Исан и лао су довољно слични да представљају јизички континуум у овом делу тајландско-лаоске границе.
Лаоски језик (ພາສາລາວ паса лао) се може поделити на пет дијалеката према регионима у којима се говоре:
- лао из Вијентијана
- северни лао (Луанг Прабанг)
- североисточни лао (Ксиенг Куанг)
- централни лао (Камуан)
- јужни лао (Чампасак)

Лао који се говори у главном граду Вијентијану је дијалект споразумевања у читавом Лаосу.
Лаоски језик се записује лаоским писмом које је изведено из кмерског писма. Лаоско писмо је адаптирано тако да може да запише тонске акценте лаоског језика. Има 33 сугласника и 28 самогласника. Пише се слева надесно. Неки самогласници се пишу изнад или испод линије сугласника, не постоје велика и мала слова, нити специфична интерпункција.

## Пример текста
Члан 1 Универзалне декларације о људским правима
```
-{''ມະນຸດທຸກຄົນເກີດມາມີກຽດສັກສີ, ສິດທິ, ເສຣີພາບແລະຄວາມສເມີພາບເທົ່າທຽມກັນ. 
ທຸກໆຄົນມີເຫດຜົນແລະຄວາມຄິດຄວາມເຫັນສ່ວນຕົວຂອງໃຜຂອງມັນ, ແຕ່ວ່າມະນຸດທຸກໆຄົນຄວນປະພຶດຕໍ່ກັນຄືກັນກັບເປັນອ້າຍນ້ອງກັນ.''}- 

```